# Margarita Carrera
Carrera  Molina est un nom espagnol. Le premier nom de famille, en général paternel, est Carrera ; le second, en général maternel, souvent omis, est Molina.
Pour les articles homonymes, voir Carrera et Molina.
Margarita Carrera Molina (16 septembre 1929 - 31 mars 2018) est une philosophe, professeure et écrivaine guatémaltèque. Elle est membre de l'Académie guatémaltèque du langage (en) et lauréate du Prix national de littérature Miguel Ángel Asturias (en) en 1996.

## Jeunesse
Margarita Carrera Molina est née le 16 septembre 1929 à Guatemala, fille du français Antonio Carrera Martello et de Josefina Molina Llardén. Son père se suicide quand elle est enfant et elle doit travailler pour subvenir aux besoins de sa famille tout en allant à l'école du soir. Elle est la première femme diplômée en littérature de l'Université de San Carlos en 1957.

## Carrière
À partir de 1957, elle est professeure d'université dans l'université où elle a étudié, ainsi qu'à l'Université Rafael Landívar (en) et à l'Université del Valle de Guatemala (en). Elle est chargée de cours à l'Université autonome de Madrid et participe à de nombreux congrès internationaux au Costa Rica, en France, en Allemagne, en France, en Allemagne, au Mexique, au Panama, à Porto Rico, en Espagne, en Suède, aux États-Unis et au Venezuela. Elle est la première femme à devenir membre de l'Académie guatémaltèque du langage en 1967.
Carrera rejoint le programme d'écriture international de l'Université de l'Iowa, à Iowa City en 1982. À partir de 1993, elle travaille comme chroniqueuse pour Prensa Libre au Guatemala et est publiée dans de nombreux autres journaux, notamment Diario de Centro America, La Hora et El Imparcial. Elle écrit deux chroniques dans l'hebdomadaire Prensa Libre, en plus de ses vingt livres publiés. En 1996, elle reçoit le prix national de littérature Miguel Ángel Asturias.
Dans une interview alors qu'elle a soixante-dix ans, Carrera déclare avoir souvent écrit sur des hommes qu'elle trouvait intéressants et que ses écrits l'ont aidé à comprendre l'homme qu'elle n'a jamais connu, son père. Parmi les personnes qu'elle étudie et dont elle parle, on trouve l'écrivain argentin Jorge Luis Borges, le psychanalyste autrichien Sigmund Freud, le poète espagnol Juan Ramón Jiménez, le philosophe allemand Friedrich Nietzsche et le philosophe espagnol Miguel de Unamuno. Après sa mort, elle entend parler de Juan José Gerardi Conedera et finit par écrire un roman sur sa vie : En la mirilla del jaguar: biografía novelada de Monseñor Gerardi, publié en 2002. Elle reçoit l'Ordre de Monseigneur Gerardi Conedera en 2004.

## Vie personnelle et décès
Carrera est mariée pendant sept ans et a deux enfants. Carrera meurt au Guatemala le 31 mars 2018 à l'âge de 88 ans.

## Distinctions
- 1981 : Golden Quetzal pour Ensayos contra reloj[8]
- 1982 : Premier prix de poésie pour Mujer y soledades de la Juegos Florales Centroamericanos y Panamá à Quetzaltenango, Guatemala[8]
- 1982 : Finaliste du XIe Prix Anagram à Barcelone, en Espagne[8]
- 1986 : Premier prix de poésie pour Signo XX de la Juegos Florales Hispanoamericanos à Quetzaltenango, Guatemala[8]
- 1988 : Ordre de Vicenta Laparra[4]
- 1996 : Prix national de littérature Miguel Ángel Asturias[8]
- 2000 Médaille du service méritoire de l'Université de San Carlos de Guatemala[5]
- 2000 : Prix de la communication de l'UNICEF [4]
- 2004 : Ordre de Monseigneur Gerardi Conedera[4]

## Œuvres choisies

### Livres
- (es) En la mirilla del jaguars, Guatémala, Fondo de Cultura Económica, 2002[2]
- (es) Sumario del recuerdo, Guatémala, 2006[2]

### Poésie
- (es) Poemas pequeños, Guatémala, Ministerio de Educación Pública, 1951[2]
- (es) Poesías, Guatémala, Université de San Carlos de Guatemala, 1957[2]
- (es) Desde Dentro, Guatémala, Editorial Universitaria, 1964[2]
- (es) Poemas de sangre y alba, Guatémala, Editorial Universitaria, 1969[2]
- (es) Del noveno circulo y antología mínima, Guatémala, Editorial Universitaria, 1977[2]
- (es) Mujer y Soledades, Guatémala, General de Cultura y Bellas Artes, 1982[2]
- (es) Toda la poesía de Margarita Carrera, Guatémala, Tipografía Nacional, 1984[2]
- (es) Obra ensayística, Guatémala, Tipografía Nacional, 1985[2]
- (es) Signo XX, Guatémala, Serviprensa Centroamericana, 1986[2]
- (es) Sumario del olvido Antología personal de poesía, Guatémala, Editorial Cultura, 1998[2]
- (es) Iracundiae dea, Madrid, Ediciones Torremozas, 2008[3]

### Essais
- (es) Corpus poeticum de la obra de Juan Diéguez, Guatémala, Universidad de San Carlos de Guatemala, 1957[2]
- (es) Ensayos, Guatémala, Editorial Escolar Piedra Santa, 1974[2]
- (es) Literatura y psicoanálisis, Guatémala, Universidad de San Carlos de Guatemala, 1979[2]
- (es) Ensayos contra el reloj, Guatémala, Serviprensa Centroamericana, 1980[2]
- (es) Antropos, Guatémala, Editorial Universitaria de Guatemala, 1985[2]
- (es) El desafío del psicoanálisis freudiano, Guatémala, Editorial Universitaria, 1988[2]
- (es) Freud y los sueños, Guatémala, Edinter Centroamericana, 1990[2]
- (es) avec Eusebio Rojas Guzmán, Octavio Paz et mundo de palabras, Guatémala, Ediciones Ventana, 1993[9]
- (es) Hacia un nuevo humanismo, Guatémala, Editorial Artemis-Edinter, 1996[2]
- (es) Antología personal, Guatémala, Editorial Cultura, 1997[2]
- (es) Ensayos sobre Borges, Guatémala, Editorial Universitaria, 1999[2]

### Théâtre
- (es) El circo : farsátira en un acto, Guatémala, Editorial Escolar Piedra Santa, 1975[2]